# 武丁潭
武丁潭，是臺灣屏東縣佳冬鄉的一個傳統地域名稱，位於該鄉中部略偏北至北部西側地帶。相較於今日行政區，其範圍大致包括豐隆村不含東南半部及西部中央偏北一小段、大同村東部邊界地帶、昌隆村西南部較小凸出部分的西北大半部，新埤鄉的新埤村南部邊界地帶中至西段，以及林邊鄉的竹林村東部邊界地帶中央偏北一小段。
本地區境內主要聚落為武丁潭、蕃社。

## 歷史
台灣日治初期，武丁潭地區為一街庄，稱為「武丁潭庄」（舊制街庄），隸屬於港東中里。該庄昔日西北及北隔林仔邊溪與竹仔腳庄、新埤頭庄為界，東與昌隆庄為鄰，南邊為石光見庄，西邊南側一小段為羗園庄，西邊其餘部分及西北部凸出部分所夾為大武丁庄。
1901年（日治明治三十四年）11月11日，全台廢縣廳改設二十廳，該庄隸屬於阿猴廳。1904年（明治三十七年）4月15日，該庄編入「茄苳腳區」，隸屬於阿猴廳。1905年（明治三十八年）4月1日，阿猴廳改稱「阿緱廳」。1909年（明治四十二年）10月25日，全台合併二十廳為十二廳，茄苳腳區仍隸屬於阿緱廳。1920年（大正九年）10月1日，全台地方制度大改正，廢十二廳改設五州二廳，該庄改制為「武丁潭」大字，隸屬於高雄州東港郡佳冬庄（新制街庄）。
戰後佳冬庄改制為佳冬鄉，隸屬於高雄縣，大字亦改制為村。1950年（民國39年）10月1日，高、屏分治，佳冬鄉改隸屬於屏東縣。
相較於今日行政區，本地區的範圍大致包括豐隆村不含東南半部及西部中央偏北一小段、大同村東部邊界地帶、昌隆村西南部較小凸出部分的西北大半部，新埤鄉的新埤村南部邊界地帶中至西段，以及林邊鄉的竹林村東部邊界地帶中央偏北一小段。

## 聚落
本地區發展較早的聚落為武丁潭、蕃社，在日治初期的官方地圖上已有記載。

## 交通
省道台1線又稱「縱貫公路」，是臺北至楓港的傳統平面幹道，經過本地區東北部。由該道路北行可前往新埤鄉/南州鄉交界地帶、潮州鎮、萬巒鄉西南端、竹田鄉等地；南行可前往枋寮鄉、枋山鄉，並止於楓港地區的省道台26線路口。
鄉道屏131線是大武丁至下埔頭的道路，經過本地區中部的武丁潭聚落。
鄉道屏135線是昌隆至佳冬的道路，經過本地區南部。